# Sathria
Sathria là một chi bướm đêm thuộc họ Crambidae.

## Các loài
- Sathria internitalis (Guenée, 1854)
- Sathria onophasalis (Walker, 1859)
- Sathria simmialis (Walker, 1859)